# Flor Joosen
Florent (Flor) Joosen (Turnhout, 30 juni 1952) is een Belgisch ondernemer en bestuurder.

## Levensloop
Joosen is bestuurder van het veevoederbedrijf Joosen-Luyckx en kippenslachterij Belki te Aalst. In 2002 startte hij de steurkwekerij Aqua Bio op, producent van het merk Royal Belgian Caviar.
Omstreeks 1996 werd hij voorzitter van het NCMV Turnhout. In 2007 volgde hij Rik Jaeken op als voorzitter van de Unie van Zelfstandige Ondernemers (UNIZO). Een functie die hij uitoefende tot 2014 toen hij in deze hoedanigheid werd opgevolgd door Karl Verlinden. In mei 2016 werd hij opgevolgd door Suzy Maes aan het roer van UNIZO Turnhout.
Hij is woonachtig te Turnhout. Op 22 mei 2017 werd hij benoemd tot commandeur in de Orde van Leopold II.